# Dyskografia Hannah Montany
Dyskografia Hannah Montany – dyskografia fikcyjnej postaci Hannah Montany. Hannah Montana, zagrana przez Miley Cyrus, jest główną bohaterką amerykańskiego serialu telewizyjnego Hannah Montana (2006–2011) oraz jego adaptacji filmowej, Hannah Montana: Filmu (2009). Artykuł prezentuje wydawnictwa muzyczne wydane przez Cyrus pod postacią Hannah Montany. Lista obejmuje 5 ścieżek dźwiękowych, 1 album koncertowy, 2 kompilacje, 4 albumy karaoke, 2 remix albumy, 1 album wideo i 14 singli.
Artykuł zawiera informacje o datach premiery, wytwórniach muzycznych i nośnikach albumów. Dla albumów i singli zostały wymienione najwyższe pozycje na ogólnokrajowych listach przebojów i certyfikaty w 13 państwach: Stanach Zjednoczonych (USA), Australii (AUS), Austrii (AUT), Kanadzie (CAN), Francji (FRA), Niemczech (GER), Irlandii (IRL), Włoszech (ITA), Norwegii (NOR), Nowej Zelandii (NZ), Szwecji (SWE), Wielkiej Brytanii (UK) i Polsce (POL). Pozycje albumów we Włoszech dotyczą zestawienia kompilacji, na których były one notowane. Dla albumów w Wielkiej Brytanii zostały odrębnie wymienione pozycje na liście albumów (UK Albums Chart) i liście kompilacji (UK Compilaton Chart), w zależności od tego, na której były notowane. Dodatkowo w artykule zostały wymienione utwory niewydane na singlach, które były notowane na co najmniej jednej z wymienionych list lub otrzymały certyfikat w co najmniej jednym z wymienionych państw.

## Albumy

### Ścieżki dźwiękowe
| Rok  | Tytuł                     | Informacje wydawnicze                                                                                             | Najwyższe pozycje na listach krajowych | Najwyższe pozycje na listach krajowych | Najwyższe pozycje na listach krajowych | Najwyższe pozycje na listach krajowych | Najwyższe pozycje na listach krajowych | Najwyższe pozycje na listach krajowych | Najwyższe pozycje na listach krajowych | Najwyższe pozycje na listach krajowych | Najwyższe pozycje na listach krajowych | Najwyższe pozycje na listach krajowych | Najwyższe pozycje na listach krajowych | Najwyższe pozycje na listach krajowych | Najwyższe pozycje na listach krajowych | Najwyższe pozycje na listach krajowych | Certyfikaty sprzedaży                                                                                 |
| Rok  | Tytuł                     | Informacje wydawnicze                                                                                             | USA                                    | AUS                                    | AUT                                    | CAN                                    | FRA                                    | GER                                    | IRL                                    | ITA Comp                               | NOR                                    | NZ                                     | SWE                                    | UK                                     | UK Comp                                | POL                                    | Certyfikaty sprzedaży                                                                                 |
| ---- | ------------------------- | --- | -------------------------------------- | -------------------------------------- | -------------------------------------- | -------------------------------------- | -------------------------------------- | -------------------------------------- | -------------------------------------- | -------------------------------------- | -------------------------------------- | -------------------------------------- | -------------------------------------- | -------------------------------------- | -------------------------------------- | -------------------------------------- | --- |
| 2006 | Hannah Montana            | - Data premiery: 24 listopada 2006 - Wytwórnie: Walt Disney - Nośniki: CD · CD+DVD · digital download · streaming | 1                                      | 35                                     | 14                                     | 10                                     | 122                                    | —                                      | —                                      | 6                                      | 11                                     | 22                                     | —                                      | —                                      | 7                                      | —                                      | - USA: 3× Platyna - AUT: Złoto - CAN: Złoto - GER: Złoto - UK: Złoto                                  |
| 2007 | Hannah Montana 2          | - Data premiery: 26 czerwca 2007 - Wytwórnie: Walt Disney - Nośniki: CD · CD+DVD · digital download · streaming   | 1                                      | 20                                     | 13                                     | 3                                      | 178                                    | 35                                     | —                                      | 7                                      | 8                                      | 6                                      | 50                                     | —                                      | 8                                      | 12                                     | - USA: 4× Platyna - AUS: Platyna - CAN: 2× Platyna - NZ: Złoto - UK: Złoto                            |
| 2009 | Hannah Montana: The Movie | - Data premiery: 24 marca 2009 - Wytwórnia: Walt Disney - Nośniki: CD · digital download · streaming              | 1                                      | 6                                      | 1                                      | 1                                      | 32                                     | 6                                      | —                                      | 2                                      | 2                                      | 1                                      | 9                                      | —                                      | 3                                      | 3                                      | - USA: 2× Platyna - AUS: Platyna - AUT: Platyna - GER: Złoto - IRL: Platyna - NZ: Platyna - UK: Złoto |
| 2009 | Hannah Montana 3          | - Data premiery: 2 lipca 2009 - Wytwórnia: Walt Disney - Nośniki: CD · CD+DVD · digital download · streaming      | 2                                      | 27                                     | 4                                      | 2                                      | 86                                     | 13                                     | —                                      | 11                                     | 16                                     | 16                                     | —                                      | —                                      | 5                                      | 4                                      | - IRL: Złoto                                                                                          |
| 2010 | Hannah Montana Forever    | - Data premiery: 15 października 2010 - Wytwórnia: Walt Disney - Nośniki: CD · digital download · streaming       | 11                                     | 65                                     | 25                                     | —                                      | 55                                     | 65                                     | 21                                     | 9                                      | —                                      | 32                                     | —                                      | 38                                     | —                                      | 24                                     | - USA: Złoto                                                                                          |

### Albumy koncertowe
| Rok  | Tytuł                       | Informacje wydawnicze                                                                                            | Najwyższe pozycje na listach krajowych | Najwyższe pozycje na listach krajowych | Najwyższe pozycje na listach krajowych | Najwyższe pozycje na listach krajowych | Najwyższe pozycje na listach krajowych | Najwyższe pozycje na listach krajowych | Najwyższe pozycje na listach krajowych | Najwyższe pozycje na listach krajowych | Najwyższe pozycje na listach krajowych | Najwyższe pozycje na listach krajowych | Certyfikaty sprzedaży |
| Rok  | Tytuł                       | Informacje wydawnicze                                                                                            | USA                                    | AUS                                    | AUT                                    | CAN                                    | FRA                                    | GER                                    | IRL                                    | ITA Comp                               | NZ                                     | UK                                     | Certyfikaty sprzedaży |
| ---- | --------------------------- | --- | -------------------------------------- | -------------------------------------- | -------------------------------------- | -------------------------------------- | -------------------------------------- | -------------------------------------- | -------------------------------------- | -------------------------------------- | -------------------------------------- | -------------------------------------- | --------------------- |
| 2008 | Best of Both Worlds Concert | - Data premiery: 11 marca 2008 - Wytwórnie: Walt Disney · Hollywood - Nośniki: CD · digital download · streaming | 3                                      | 16                                     | 14                                     | 3                                      | 192                                    | 94                                     | 10                                     | 7                                      | 27                                     | 29                                     | - AUS: Złoto          |

### Kompilacje
| Rok  | Tytuł                  | Informacje wydawnicze                                                                                  | Najwyższe pozycje na listach krajowych |
| Rok  | Tytuł                  | Informacje wydawnicze                                                                                  | ITA Comp                               |
| ---- | ---------------------- | --- | -------------------------------------- |
| 2011 | Best of Hannah Montana | - Data premiery: 8 sierpnia 2011 - Wytwórnia: Walt Disney - Nośniki: CD · digital download · streaming | 29                                     |
| 2019 | Best of Hannah Montana | - Data premiery: 26 kwietnia 2019 - Wytwórnia: Walt Disney - Nośnik: LP                                | —                                      |

### Albumy karaoke
| Rok  | Tytuł                                              | Informacje wydawnicze                                                                                       |
| ---- | -------------------------------------------------- | --- |
| 2007 | Disney’s Karaoke Series: Hannah Montana            | - Data premiery: 2007 - Wytwórnia: Walt Disney - Nośniki: CD · digital download · streaming                 |
| 2008 | Disney’s Karaoke Series: Hannah Montana 2          | - Data premiery: 12 czerwca 2008 - Wytwórnia: Walt Disney - Nośniki: CD · digital download · streaming      |
| 2009 | Disney’s Karaoke Series: Hannah Montana: The Movie | - Data premiery: 24 marca 2009 - Wytwórnia: Walt Disney - Nośniki: CD · digital download · streaming        |
| 2009 | Disney’s Karaoke Series: Hannah Montana 3          | - Data premiery: 13 października 2009 - Wytwórnia: Walt Disney - Nośniki: CD · digital download · streaming |

### Remix albumy
| Rok  | Tytuł                                  | Informacje wydawnicze                                                                                   | Najwyższe pozycje na listach krajowych |
| Rok  | Tytuł                                  | Informacje wydawnicze                                                                                   | USA                                    |
| ---- | -------------------------------------- | --- | -------------------------------------- |
| 2008 | Hannah Montana 2: Non-Stop Dance Party | - Data premiery: 29 stycznia 2008 - Wytwórnia: Walt Disney - Nośniki: CD · digital download · streaming | 7                                      |
| 2008 | Hannah Montana Hits Remixed            | - Data premiery: 19 sierpnia 2008 - Wytwórnia: Walt Disney - Nośniki: CD · digital download · streaming | 103                                    |

### Albumy wideo
| Rok  | Tytuł                       | Informacje wydawnicze                                                                                              | Certyfikaty sprzedaży |
| ---- | --------------------------- | --- | --------------------- |
| 2008 | Best of Both Worlds Concert | - Data premiery: 19 sierpnia 2008 - Wytwórnia: Walt Disney - Nośniki: DVD · Blu-ray · digital download · streaming | - UK: 2× Platyna      |

## Box sety
| Rok  | Tytuł                           | Informacje wydawnicze                                                                         | Zawartość                                                                                        | Najwyższe pozycje na listach krajowych |
| Rok  | Tytuł                           | Informacje wydawnicze                                                                         | Zawartość                                                                                        | UK Comp                                |
| ---- | ------------------------------- | --------------------------------------------------------------------------------------------- | ------------------------------------------------------------------------------------------------ | -------------------------------------- |
| 2009 | Hannah Montana – The Collection | - Data premiery: 2009 - Wytwórnia: Walt Disney - Nośniki: 4×CD · digital download · streaming | - Hannah Montana - Hannah Montana 2 - Meet Miley Cyrus - Hannah Montana 3                        | 23                                     |
| 2009 | Hannah Montana X-mas Fan Box    | - Data premiery: 10 listopada 2009 - Wytwórnia: EMI - Nośniki: 3×CD+DVD                       | - Hannah Montana 3 (CD+DVD) - Hannah Montana: The Movie - Hannah Montana 2: Non-Stop Dance Party | —                                      |

## Single
| Rok  | Tytuł                               | Najwyższe pozycje na listach krajowych | Najwyższe pozycje na listach krajowych | Najwyższe pozycje na listach krajowych | Najwyższe pozycje na listach krajowych | Najwyższe pozycje na listach krajowych | Najwyższe pozycje na listach krajowych | Najwyższe pozycje na listach krajowych | Certyfikaty sprzedaży | Album                              |
| Rok  | Tytuł                               | USA                                    | AUS                                    | AUT                                    | CAN                                    | GER                                    | IRL                                    | UK                                     | Certyfikaty sprzedaży | Album                              |
| ---- | ----------------------------------- | -------------------------------------- | -------------------------------------- | -------------------------------------- | -------------------------------------- | -------------------------------------- | -------------------------------------- | -------------------------------------- | --------------------- | ---------------------------------- |
| 2006 | „The Best of Both Worlds”           | 92                                     | —                                      | —                                      | —                                      | 66                                     | 17                                     | 43                                     | - USA: Platyna        | Hannah Montana                     |
| 2006 | „Who Said”                          | 83                                     | —                                      | —                                      | —                                      | —                                      | —                                      | —                                      | - USA: Złoto          | Hannah Montana                     |
| 2007 | „Nobody’s Perfect”                  | 27                                     | 87                                     | —                                      | —                                      | —                                      | —                                      | —                                      | - USA: Platyna        | Hannah Montana 2                   |
| 2007 | „Make Some Noise”                   | 92                                     | —                                      | —                                      | —                                      | —                                      | —                                      | —                                      |                       | Hannah Montana 2                   |
| 2007 | „Rockin’ Around the Christmas Tree” | —                                      | —                                      | —                                      | —                                      | —                                      | —                                      | —                                      |                       | Hannah Montana (edycja świąteczna) |
| 2007 | „If We Were a Movie”                | 47                                     | —                                      | —                                      | —                                      | —                                      | —                                      | —                                      | - USA: Złoto          | Hannah Montana                     |
| 2009 | „The Other Side of Me”              | 84                                     | —                                      | —                                      | —                                      | —                                      | —                                      | —                                      |                       | Hannah Montana                     |
| 2009 | „Let’s Get Crazy”                   | 57                                     | —                                      | —                                      | 26                                     | —                                      | —                                      | —                                      | - USA: Złoto          | Hannah Montana: The Movie          |
| 2009 | „Ice Cream Freeze (Let’s Chill)”    | 87                                     | —                                      | —                                      | 57                                     | —                                      | —                                      | 90                                     |                       | Hannah Montana 3                   |
| 2009 | „Supergirl”                         | 105                                    | —                                      | 58                                     | —                                      | 42                                     | —                                      | —                                      |                       | Hannah Montana 3                   |
| 2010 | „Ordinary Girl”                     | 91                                     | —                                      | —                                      | —                                      | —                                      | —                                      | 93                                     | - USA: Złoto          | Hannah Montana Forever             |
| 2010 | „Are You Ready”                     | —                                      | —                                      | —                                      | —                                      | —                                      | —                                      | —                                      |                       | Hannah Montana Forever             |
| 2010 | „Gonna Get This” (gościnnie: Iyaz)  | 66                                     | 75                                     | —                                      | —                                      | —                                      | —                                      | —                                      | - USA: Złoto          | Hannah Montana Forever             |
| 2010 | „I’m Still Good”                    | —                                      | —                                      | —                                      | —                                      | —                                      | —                                      | —                                      |                       | Hannah Montana Forever             |

## Inne notowane lub certyfikowane utwory
| Rok  | Tytuł                                           | Najwyższe pozycje na listach krajowych | Najwyższe pozycje na listach krajowych | Najwyższe pozycje na listach krajowych | Najwyższe pozycje na listach krajowych | Certyfikaty sprzedaży | Album                     |
| Rok  | Tytuł                                           | USA                                    | AUS                                    | CAN                                    | NOR                                    | Certyfikaty sprzedaży | Album                     |
| ---- | ----------------------------------------------- | -------------------------------------- | -------------------------------------- | -------------------------------------- | -------------------------------------- | --------------------- | ------------------------- |
| 2006 | „Just Like You”                                 | 99                                     | —                                      | —                                      | —                                      |                       | Hannah Montana            |
| 2006 | „Pumpin’ Up the Party”                          | 81                                     | —                                      | —                                      | —                                      |                       | Hannah Montana            |
| 2006 | „I Got Nerve”                                   | 67                                     | —                                      | —                                      | —                                      | - USA: Złoto          | Hannah Montana            |
| 2006 | „This Is the Life”                              | 89                                     | —                                      | —                                      | —                                      |                       | Hannah Montana            |
| 2007 | „We Got the Party”                              | —                                      | —                                      | 98                                     | —                                      |                       | Hannah Montana 2          |
| 2007 | „Rock Star”                                     | 81                                     | —                                      | 80                                     | —                                      | - USA: Platyna        | Hannah Montana 2          |
| 2007 | „Life’s What You Make It”                       | 25                                     | —                                      | —                                      | —                                      | - USA: Złoto          | Hannah Montana 2          |
| 2007 | „One in a Million”                              | 112                                    | —                                      | —                                      | —                                      | - USA: Złoto          | Hannah Montana 2          |
| 2007 | „True Friend”                                   | 99                                     | —                                      | —                                      | —                                      | - USA: Złoto          | Hannah Montana 2          |
| 2009 | „You’ll Always Find Your Way Back Home”         | 81                                     | —                                      | 76                                     | —                                      | - USA: Złoto          | Hannah Montana: The Movie |
| 2009 | „Let’s Do This”                                 | 123                                    | —                                      | —                                      | —                                      |                       | Hannah Montana: The Movie |
| 2009 | „It’s All Right Here”                           | 124                                    | —                                      | —                                      | —                                      |                       | Hannah Montana 3          |
| 2009 | „He Could Be the One”                           | 10                                     | 64                                     | 97                                     | 13                                     | - USA: Platyna        | Hannah Montana 3          |
| 2009 | „I Wanna Know You” (gościnnie: David Archuleta) | 74                                     | —                                      | —                                      | —                                      |                       | Hannah Montana 3          |
| 2009 | „Don’t Wanna Be Torn”                           | 104                                    | —                                      | —                                      | —                                      |                       | Hannah Montana 3          |
| 2010 | „Wherever I Go”                                 | 117                                    | —                                      | —                                      | —                                      |                       | Hannah Montana Forever    |
| 2010 | „I’ll Always Remember You”                      | —                                      | —                                      | —                                      | —                                      | - USA: Złoto          | Hannah Montana Forever    |